# Dittershausen (Schwalmstadt)
Dittershausen ist ein Stadtteil von Schwalmstadt im nordhessischen Schwalm-Eder-Kreis.

## Geographische Lage
Der Ort ist über die Landesstraße 3145 zu erreichen. Er liegt zwischen Rommershausen und Allendorf. Dittershausen ist ein geschlossenes Dorf mit regellosem Grundriss, an der Schwalm, am Fuße eines Bergsporns gelegen. 
Dittershausen hat keine Kirche. Im Ortskern befindet sich dafür die Alte Dorfschule, ein Fachwerkhaus aus dem Jahre 1846, das auch als Bürgermeisteramt und Betsaal genutzt wurde. Nördlich davon entstanden im 18. Jahrhundert zahlreiche stattliche Bauernhöfe, freistehende Scheunen und Speicher.
Im Südosten des Ortes liegt das 11,67 Hektar große Naturschutzgebiet „Flachsrasen bei Dittershausen“.

## Geschichte

### Ortsgeschichte
Die älteste bekannte schriftliche Erwähnung von Dittershausen erfolgte unter dem Namen Dithardeshusen im Jahr 1248 in einer Urkunde der Grafschaft Ziegenhain. Namensgeber war das auf einem Rittergut ansässige Adelsgeschlecht. In späteren Dokumenten ist der Ort unter folgenden Ortsnamen belegt (in Klammern das Jahr der Erwähnung): Dithershusen (1292), Dittershusen (1393) und Dietherßhausen (1527).
Berta, Witwe des Ritters Konrad Krug, teilte 1300 ihre Güter im Dorf Dittershausen (beim Kirchhof gelegen) unter ihren Söhnen Rudolf und Ortwin auf; dazu gehörten die Wiesen und Äcker in der Gemarkung des Dorfes und in Blumenau, die Hälfte ihrer Fischerei und der Wald bei Blumenau sowie der Hain Schelmenrod. 1368 verpfändete Graf Gottfried VII. von Ziegenhain den Ort an die von Urff. Dieses Pfand löste Landgraf Ludwig I. von Hessen im Jahr 1448 ein. Ein Eckbrecht Krengel verkaufte 1525 seinen Freihof in Dittershausen mit dem zugehörigen Zehnten und sein Fischgewässer für 900 rheinische Goldgulden an Johann Schenck zu Schweinsberg. Landgraf Philipp von Hessen belehnte 1527 die Schenck zu Schweinsberg mit dem Zehnten zu Dittershausen, und 1528 kauften die Schenck zu Schweinsberg vom Landgrafen die Dörfer Dittershausen und Rommershausen mit dem Freihof zu Dittershausen und der Schäferei an beiden Orten für 1800 Gulden. Zahlreiche dieser Güter wurden in der Folgezeit durch Johann Schenck zu Schweinsbergs gleichnamigen Enkel an die von Berlepsch verpfändet, 1587 auch der Freihof.
Während des Dreißigjährigen Kriegs wurde der Ort fast vollständig zerstört. 1725 lösten die von Löwenstein das Pfand derer von Berlepsch ein. Um 1759 bestand das Löwensteinsche Gut aus 399 Acker Land und Wiesen zu 40 Fuder Heu. Die von Löwenstein ließen 1747 in Dittershausen eine Mühle bauen, die über zwei unterschlächtige Mahlgänge und einen Schlaggang verfügte. Sie dient noch heute der Stromerzeugung. Nach 1768 wurde der gesamte Löwensteinische Lehnsbesitz in Dittershausen an die von Dörnberg in Hausen veräußert. 1895 umfasste das Rittergut Dittershausen ca. 68 Hektar Ackerland, ca. 30 Hektar Wiesen und ca. 1 Hektar Hutung.
1928 wurde ein Teil des aufgelösten „Gutbezirks Rittergut Dittershausen“ zu Dittershausen eingemeindet.
Ehemalige Siedlungsplätze innerhalb der Gemarkung waren der Hof Krey sowie die Wüstungen Blumenau und Diemerode.
Hessische Gebietsreform (1970–1977)
Zum 31. Dezember 1971 wurde die bis dahin selbständige Gemeinde Dittershausen im Zuge der hessischen Gebietsreform auf freiwilliger Basis als Stadtteil nach Schwalmstadt eingegliedert. Für die ehemals eigenständigen Städte und Gemeinden von Schwalmstadt wurde je ein Ortsbezirk mit Ortsbeirat und Ortsvorsteher nach der Hessischen Gemeindeordnung gebildet.

### Verwaltungsgeschichte im Überblick
Die folgende Liste zeigt die Staaten und Verwaltungseinheiten, denen Dittershausen angehört(e):
- vor 1450: Heiliges Römisches Reich, Grafschaft Ziegenhain (Gericht auf den Wasen)
- nach 1450: Heiliges Römisches Reich, Landgrafschaft Hessen, Grafschaft Ziegenhain, Amt Ziegenhain
- ab 1567: Heiliges Römisches Reich, Landgrafschaft Hessen-Kassel, Grafschaft Ziegenhain, Amt Ziegenhain[10]
- 1623–1636: Heiliges Römisches Reich, Landgrafschaft Hessen-Darmstadt (Pfandschaft), Amt Ziegenhain
- ab 1806: Landgrafschaft Hessen-Kassel,[Anm. 2] Grafschaft Ziegenhain, Amt Ziegenhain
- 1807–1813: Königreich Westphalen,[Anm. 3] Departement der Werra, Distrikt Marburg, Kanton Treysa
- ab 1814: Kurfürstentum Hessen,[Anm. 4] Grafschaft Ziegenhain, Amt Ziegenhain[11]
- ab 1821/22: Kurfürstentum Hessen, Provinz Oberhessen, Kreis Ziegenhain[12][Anm. 5]
- ab 1848: Kurfürstentum Hessen, Bezirk Fritzlar
- ab 1851: Kurfürstentum Hessen, Provinz Oberhessen, Kreis Ziegenhain
- ab 1867: Königreich Preußen,[Anm. 6] Provinz Hessen-Nassau, Regierungsbezirk Kassel, Kreis Ziegenhain
- ab 1871: Deutsches Reich, Königreich Preußen, Provinz Hessen-Nassau, Regierungsbezirk Kassel, Kreis Ziegenhain
- ab 1918: Deutsches Reich (Weimarer Republik), Freistaat Preußen, Provinz Hessen-Nassau, Regierungsbezirk Kassel, Kreis Ziegenhain
- ab 1944: Deutsches Reich, Freistaat Preußen, Provinz Kurhessen, Landkreis Ziegenhain
- ab 1945: Deutsches Reich, Amerikanische Besatzungszone,[Anm. 7] Groß-Hessen, Regierungsbezirk Kassel, Landkreis Ziegenhain
- ab 1946: Deutsches Reich, Amerikanische Besatzungszone, Hessen, Regierungsbezirk Kassel, Landkreis Ziegenhain
- ab 1949: Bundesrepublik Deutschland, Land Hessen (seit 1946), Regierungsbezirk Kassel, Landkreis Ziegenhain
- ab 1972: Bundesrepublik Deutschland, Hessen, Regierungsbezirk Kassel, Landkreis Ziegenhain, Stadt Schwalmstadt
- ab 1974: Bundesrepublik Deutschland, Land Hessen, Regierungsbezirk Kassel, Schwalm-Eder-Kreis, Stadt Schwalmstadt

## Bevölkerung

### Einwohnerstruktur 2011
Nach den Erhebungen des Zensus 2011 lebten am Stichtag, dem 9. Mai 2011, in Dittershausen 255 Einwohner. Darunter waren 3 (1,2 %) Ausländer.
Nach dem Lebensalter waren 144 Einwohner unter 18 Jahren, 300 zwischen 18 und 49, 123 zwischen 50 und 64 und 123 Einwohner waren älter. Die Einwohner lebten in 276 Haushalten. Davon waren 66 Singlehaushalte, 78 Paare ohne Kinder und 102 Paare mit Kindern, sowie 24 Alleinerziehende und 6 Wohngemeinschaften. In 54 Haushalten lebten ausschließlich Senioren und in 186 Haushaltungen lebten keine Senioren.

### Einwohnerentwicklung
| Quelle: Historisches Ortslexikon |                              |
| • 1502:                          | 10 Männer.                   |
| • 1585:                          | 21 Hausgesesse               |
| • 1639:                          | 5 Bauern, 10 Einzelne        |
| • 1681:                          | 14 Hausgesesse, 1 Ausschuss  |
| • 1747:                          | 20 Wohnhäuser, 110 Einwohner |

| Dittershausen: Einwohnerzahlen von 1834 bis 2024 | Dittershausen: Einwohnerzahlen von 1834 bis 2024 | Dittershausen: Einwohnerzahlen von 1834 bis 2024 | Dittershausen: Einwohnerzahlen von 1834 bis 2024 | Dittershausen: Einwohnerzahlen von 1834 bis 2024 |
| --- | ------------------------------------------------ | ------------------------------------------------ | ------------------------------------------------ | ------------------------------------------------ |
| Jahr |                                                  |                                                  |                                                  | Einwohner                                        |
| 1834 | 1834                                             |                                                  | 227                                              | 227                                              |
| 1840 | 1840                                             |                                                  | 232                                              | 232                                              |
| 1846 | 1846                                             |                                                  | 216                                              | 216                                              |
| 1852 | 1852                                             |                                                  | 239                                              | 239                                              |
| 1858 | 1858                                             |                                                  | 254                                              | 254                                              |
| 1864 | 1864                                             |                                                  | 254                                              | 254                                              |
| 1871 | 1871                                             |                                                  | 245                                              | 245                                              |
| 1875 | 1875                                             |                                                  | 243                                              | 243                                              |
| 1885 | 1885                                             |                                                  | 213                                              | 213                                              |
| 1895 | 1895                                             |                                                  | 234                                              | 234                                              |
| 1905 | 1905                                             |                                                  | 200                                              | 200                                              |
| 1910 | 1910                                             |                                                  | 188                                              | 188                                              |
| 1925 | 1925                                             |                                                  | 237                                              | 237                                              |
| 1939 | 1939                                             |                                                  | 199                                              | 199                                              |
| 1946 | 1946                                             |                                                  | 306                                              | 306                                              |
| 1950 | 1950                                             |                                                  | 320                                              | 320                                              |
| 1956 | 1956                                             |                                                  | 253                                              | 253                                              |
| 1961 | 1961                                             |                                                  | 237                                              | 237                                              |
| 1967 | 1967                                             |                                                  | 219                                              | 219                                              |
| 1980 | 1980                                             |                                                  | ?                                                | ?                                                |
| 1990 | 1990                                             |                                                  | ?                                                | ?                                                |
| 2000 | 2000                                             |                                                  | ?                                                | ?                                                |
| 2011 | 2011                                             |                                                  | 255                                              | 255                                              |
| 2016 | 2016                                             |                                                  | 235                                              | 235                                              |
| 2021 | 2021                                             |                                                  | 242                                              | 242                                              |
| 2024 | 2024                                             |                                                  | 230                                              | 230                                              |
| Datenquelle: Historisches Gemeindeverzeichnis für Hessen: Die Bevölkerung der Gemeinden 1834 bis 1967. Wiesbaden: Hessisches Statistisches Landesamt, 1968. Weitere Quellen: LAGIS; Stadt Schwalmstadt; Zensus 2011 |                                                  |                                                  |                                                  |                                                  |

### Historische Erwerbstätigkeit
| Quelle: Historisches Ortslexikon | |
| • 1747:                          | 1 Schmied, 2 Schneider, 1 Wagner, 2 Leineweber, 3 Tagelöhner, 10 Ackerleute.                                                     |
| • 1838                           | Familien: 20 Ackerbau, 4 Gewerbe, 7 Tagelöhner                                                                                   |
| • 1961                           | Erwerbspersonen: 72 Land- und Forstwirtschaft, 37 produzierendes Gewerbe, 9 Handel und Verkehr, 7 Dienstleistungen und Sonstiges |

### Historische Religionszugehörigkeit
| Quelle: Historisches Ortslexikon |                                                                   |
| • 1861:                          | 256 evangelisch-reformierte Einwohner                             |
| • 1885:                          | 201 evangelische (= 100 %) Einwohner                              |
| • 1961:                          | 529 evangelische (= 94,97 %), 24 katholische (= 4,31 %) Einwohner |

## Politik
Für Dittershausen besteht ein Ortsbezirk (Gebiete der ehemaligen Gemeinde Dittershausen) mit Ortsbeirat und Ortsvorsteher nach der Hessischen Gemeindeordnung.
Der Ortsbeirat besteht aus fünf Mitgliedern. Bei den Kommunalwahlen in Hessen 2021 betrug die Wahlbeteiligung zum Ortsbeirat 72,36 %. Alle Kandidaten gehörten der „Bürgerliste Dittershausen“ an. Der Ortsbeirat wählte Alexander George zum Ortsvorsteher.